# Richard Gibson
Richard Gibson, född 1 januari 1954 i Kampala, Uganda, är en brittisk skådespelare. Han har bland annat gjort rollen som Gestapo-agenten Herr Otto Flick i BBC:s komediserie 'Allå, 'allå, 'emliga armén i säsong 1-8, i sista säsongen spelade David Janson rollfiguren.